# Rajon Uschatschy

Rajon Uschatschy, Karte

Der Rajon Uschatschy (belarussisch Ушацкі раён; russisch Ушачский район) ist eine Verwaltungseinheit in der Wizebskaja Woblasz in Belarus mit dem administrativen Zentrum in der Siedlung städtischen Typs Uschatschy. Der Rajons hat eine Fläche von 1500 km² und umfasst 260 Ortschaften.

## Geographie
Der Rajon Uschatschy liegt im Südosten der Wizebskaja Woblasz. Die Nachbarrajone sind im Norden Polazk, im Nordosten Schumilina, im Osten Beschankowitschy, im Südosten Lepel, im Süden Dokschyzy und im Westen Hlybokaje.

## Geschichte
Der Rajon Uschatschy wurde am 17. Juli 1924 gebildet.